# Ajmak chubsugulski
Ajmak chubsugulski (mong. Хөвсгөл аймаг) – jeden z 21 ajmaków w Mongolii, znajdujący się w północnej części kraju. Stolicą ajmaku jest Mörön, znajdujący się 692 km na północny zachód od stolicy kraju Ułan Bator.
Ajmak utworzony w 1931 roku, jego nazwa pochodzi od jeziora Chubsuguł. Graniczy z Rosją. Podstawą gospodarki jest wydobycie węgla, ołowiu i żelaza. W rolnictwie hodowla zwierząt oraz uprawa ziemi, głównie zbóż i ziemniaków.
Liczba ludności w poszczególnych latach:
| 1979    | 1989    | 2000    | 2010    |
| ------- | ------- | ------- | ------- |
| 100 600 | 101 800 | 119 063 | 114 331 |

## Somony
Ajmak chubsugulski dzieli się na 24 somony:
| - Alag-Erden - Arbulag - Arszaant - Bajandzürch - Bürentogtoch - Cagaannuur - Cagaan-Uul - Cagaan-Üür | - Cecerleg - Chanch - Chatgal - Czandman'-Öndör - Dżarglant - Erdenbulgan - Galt - Ich-Uul | - Mörön - Renczinlchümbe - Szin-Ider - Tarialan - Tömörbulag - Tosoncengel - Tünel - Ulaan-Uul |